# Långskog
Långskog är en by i Attmars socken, Sundsvalls kommun. Största delen av byn ligger i Medelpad men dess sydligaste del tillhör Hälsingland. Byns första hus byggdes på hälsingesidan.